# Crnooka suzana
Crnooka suzana (crne oči suzane, Suzanino crno oko, lat. Thunbergia alata), biljna vrsta iz roda tunbergija (Thunbergia), porodica primogovki, autohtona u tropskoj istočnoj Africi, ali udomaćena po mnogim državama, uključujući i Hrvatsku, gdje se uzgaja kao ukrasna biljka.
Crnooka suzana je zeljasta trajnica koja raste kao penjačica. Može narasti do dva metra. Ime je dobiloa po crnom središtu cvijeta uokvirenom s pet žutih latica, a hrvatski naziv priejvod je engleskog imena black–eyed Susan. Cvate od sredine lipnja do jeseni. Postoje kultivari s drugim bojama latica i središta.
Sadi se kao ukrasna biljka za ograde i zidove, često u visećim košarama. Ne tolerira sušu i zahtijeva redovito zalijevanje.